# Lucien Petit-Breton
Lucien Mazan, zwany Petit-Breton (Mały Bretończyk) (ur. 18 października 1882 w Plessé; zm. 20 grudnia 1917 w Troyes) – francuski kolarz szosowy. 
Po urodzeniu wyjechał z rodzicami do Buenos Aires, gdzie trenował kolarstwo torowe i według niektórych źródeł, w wieku 19 lat zdobył mistrzostwo Argentyny.
"Mały Bretończyk" był zaliczany do najlepszych kolarzy pionierskiej epoki kolarstwa. Dwukrotnie zwyciężał w Tour de France - był pierwszym kolarzem, któremu się to udało. Wygrywał też inne prestiżowe wyścigi, m.in. klasyki Paryż-Tours (1906) oraz Mediolan-San Remo w 1907 roku.
Petit-Breton umarł w wieku 35 lat wskutek wypadku na ardeńskim froncie I wojny światowej.

## Ważniejsze zwycięstwa
- Rekord Świata w jeździe godzinnej: 41,110 km 1905
- Paryż-Tours 1906
- Tour de France 1907, 1908 (łącznie 7 zwycięstw etapowych)
- Mediolan-San Remo 1907
- Paryż-Bruksela 1908
- jeden etap na Giro d'Italia 1911